# Большой Святой Мартин
Большой Святой Мартин  (нем. Groß St. Martin) — католическая церковь в центральном районе города Кёльн Хоймаркт (северная часть старого города (район Альтштадт-Норд)) (федеральная земля Северный Рейн-Вестфалия). Церковь расположена в квартале, получившем название Martinspförtchen, между площадью Alter Markt (рус. Старый рынок) и Рейнской набережной.  Церковь находится в 150 м от кёльнской ратуши и в 350 м от Кёльнского собора.

## История

### Предыстория
Территория, на которой стоит Большой Святой Мартин, входила в состав древнеримского города Colonia Claudia Ara Agrippinensium — предшественника современного Кёльна. Раскопки 1965-1966 и 1973-1979 годов установили, что место это было застроено ещё в середине I века н. э. Были обнаружены фундаменты стены, окружавшей двор, протянувшийся на 71,5 м с севера на юг и 76 м с запада на восток. Внутри стен находилась несколько заглублённая площадь размерами 55,7×43,8 м и бассейн 34×17,2 м глубиной 1,7 м. Никаких документальных подтверждений о том, что это было за строение, не существует, поэтому одни учёные выдвигают предположения о том, что это было сооружение для спортивных занятий, другие же предполагают, что именно здесь находилось святилище Ара Убиорум. В середине II столетия на этом месте были сооружены товарные склады, для чего северная стена была передвинута, увеличив общую площадь до 7000 м².

### Основание аббатства и строительство церкви
Часто утверждают, что бенедиктинское аббатство, посвященное Святому Мартину Турскому, было заложено до X века, но для этого нет никаких документальных оснований. Первые упоминания об этом были приведены только в 1645 году в книге Эгидия Гелениуса «Восхваляемый город Кёльн» (лат.  De admiranda sacra et civili magnitudine Coloniae...). Существует множество поздних письменных указаний, на то что аббатство существовало здесь уже в предкаролингскую эпоху, но в 1900 году немецко-нидерландский учёный-медиевист Отто Опперманн разоблачил все эти хроники как подложные и фальсифицированные монахом-бенедиктинцем Оливером Легипонтом в 1730 году.
Гарантировано можно считать, что аббатство возникло при архиепископе Кёльна Бруно I, т.е. между 953 и 965 годами. В хрониках, составленных Иоганном Кёлхоффом Младшим в 1499 году, приводится факт, что кёльнский архиепископ Варин перенёс реликвии из Туля в аббатство Святого Мартина в Кёльне. Следовательно в 80-е годы X века аббатство уже существовало.
Также документально подтверждён факт, что архиепископ Эвергер в 989 году позволил селиться в монастырь шотландским бенедиктинцам. В XI веке архиепископ Пилгрим отказал иностранцам в праве селиться в аббатстве, но последний шотландский монах умер только в 1103 году.
В 1150 году во время пожара монастырь сильно пострадал. Поврежденные огнём строения были полностью снесены и на их месте приступили к строительству совершенно новой романской церкви. В 1172 году архиепископ Филипп I фон Хайнсберг освятил алтарную часть и средокрестие новой церкви, неф в это время только начинал строиться. До следующего пожара, который случился в 1185 году, восточная стена нефа уже была возведена. Очередное письменное упоминание о строительстве церкви относится ко времени аббата Симона (1206—1211 годы). В документе говорится о том, что умерший монах Руденгерус завещал на строительство церкви 7 талеров и 30 денариев. Полностью строительство церкви было завершено к 1220 году.

### Последующие перестройки
В течение всей последующей истории церковь многократно ремонтировалась и перестраивалась. Так в 1378 году пожар уничтожил крышу церкви в районе средокрестия. В 1434 году во время бури частично разрушилась башня церкви.
При аббатах Якобе фон Вахендорпе (1439–1454 годы) и Адаме Мейере (1454–1499 годы) выделялись большие денежные средства на украшение внутреннего пространства церкви. Между 1450 и 1460 годами шпиль башни был перестроен в готическом стиле. В 1527 году рухнула юго-западная башенка церкви, которая затем долгое время не восстанавливалась.
В 1707 году при аббате Генрихе Обладене внутреннее убранство церкви было переоформлено в барочном стиле, также церковь получила новый большой орган. В конце XVIII века по указанию Фердинанда Франца Вальрафа происходит новое внутреннее переоформление церкви, в котором наряду с барокко уже отчётливо было заметно влияние набирающего моду классицизма. К середине XIX века церковь осталась только с двумя восточными башенками.

### Секуляризация и реставрация
В 1801 году в ходе медиатизации, проходившей под руководством наполеоновского министра Талейрана было упразднено Кёльнское архиепископство, а 9 июня 1802 года  все монастыри Рейнской области были секуляризированы. Бенедиктинский монастырь Святого Мартина был закрыт 21 сентября (на тот момент в монастыре оставался всего 21 монах). Большой Святой Мартин отныне был превращён в обычную приходскую церковь, в которой бывший аббат Феликс Оховен служил простым священником. Бывшие монастырские здания с 1808 года служили жилищем ветеранам французской армии, а с 1822 года ввиду их ветхости начали сноситься. В 1839 году Виктор Гюго во время своего двухдневного посещения Кёльна был свидетелем сноса последних строений монастыря.
В 1843 году город Кёльн принимает решение о финансировании работ по восстановлению Большого Святого Мартина в первоначальном романском стиле по проекту архитектора Генриха Нагелшмидта. Работы по восстановлению начались только в 1861 году, а завершились 33 года спустя.

### Разрушение и восстановление
В годы второй мировой войны во время 262 бомбардировок Кёльна британской авиацией Большой Святой Мартин был практически разрушен. В ночь с 30 на 31 мая 1942 года были полностью разрушены крыши нефа и башня церкви, но уже в начале 1943 года крыша была восстановлена. Во время самой сильной бомбардировки Кёльна 29 июня 1943 года, когда погибли 4377 человек, а также во время ожесточённых октябрьских бомбардировок Большой Святой Мартин практически не пострадал. Однако во время авианалёта 6 января 1945 стены нефа и средокрестия были разрушены прямым бомбовым попаданием. Из четырёх башенок сохранилась только одна – северо-восточная. Последний большой воздушный налет 2 марта 1945 причинял самые значительные убытки. Когда через 4 дня в Кёльн вошли американские войска, то над разрушенным на 95% городом возвышались только руины башни Большого Святого Мартина.
После войны началась дискуссия на тему нужно ли восстанавливать самый известный, после Кёльнского собора, символ города или же сохранить его руины, как мемориал, подобно берлинской церкви кайзера Вильгельма. После долгих обсуждений, которые проводились с привлечением политиков, художников, историков, архитекторов, в конечном счёте было принято решение о восстановлении церкви. В 1948 году работы по восстановлению Большого Святого Мартина начались под руководством архитектора Герберта Молиса и инженера-строителя Вильгельма Шорна, с 1961 года работы возглавил архитектор Иоахим Шюрманн. Открыта после реставрации церковь была 13 января 1985 года. Освятил восстановленную церковь архиепископ Кёльна Йозеф Хёффнер. По этому поводу он принёс в дар церкви реликвии Святой Бригитты Шведской, Святого Себастьяна и архиепископа Кёльна Энгельберта I.

### Сегодняшняя жизнь
С 1985 и до 2008 года Большой Святой Мартин использовался как католическая приходская церковь со службами на испанском, португальском и филиппинском языках..
С 19 апреля 2009 года Большой Святой Мартин вновь, спустя более чем 200 лет, стал церковью бенедиктинского монастыря..